# تبر

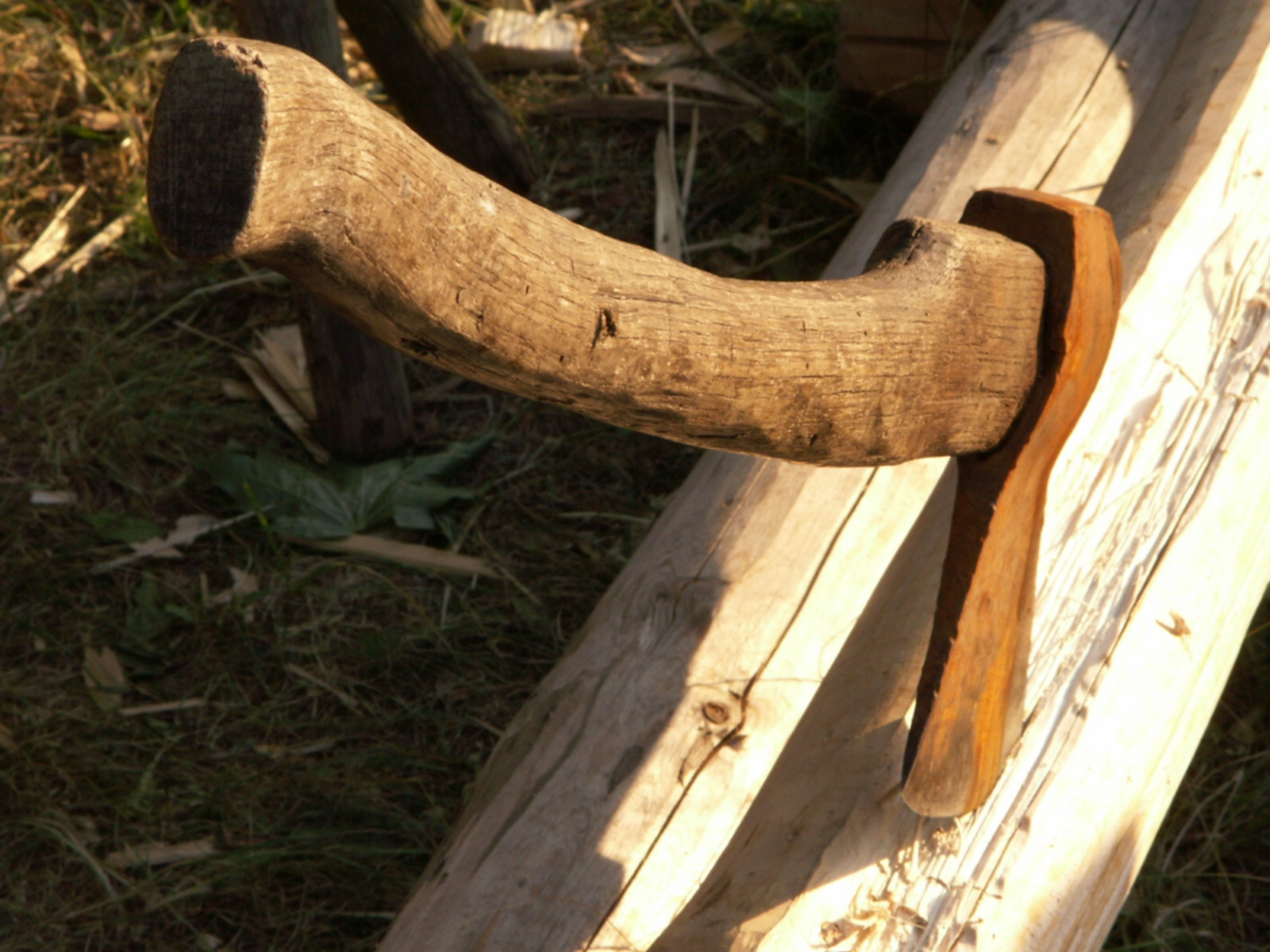
تبر

تَبَر (به انگلیسی: Axe) ابزاری است از آهن با دسته چوبی یا آهنی که در بعضی مواقع دارای روکش پلاستیک است و با آن چوب را می‌شکافند و خرد می‌کنند. از نوعی تبر به نام تبر یخ نیز برای صعود از آبشارهای یخی یا یخچال‌های طبیعی استفاده می‌شود.
تبر نمونه‌ای از ماشین ساده است. تبرهای دستی برای نخستین بار حدود ۱٫۵ میلیون سال پیش مورد استفاده قرار گرفتند. در دوره پارینه‌سنگی نخستین برای ساختن تبر سنگ را طوری تراش می‌دادند که نوکِ آن تیز و سطح آن پهن شود. در دوره نوسنگی تبر دسته دار ساخته شد. غارنشینان دوره نوسنگی که آثارشان در تنگ پِدْبان در کوه‌های بختیاری دیده شده، از تبر سنگی استفاده می‌کرده‌اند.
انسان هزاران سال است که از تبر برای شکل‌دادن، شکافتن و بریدن چوب، به عنوان سلاح و به عنوان نماد تشریفاتی یا هرالدیک استفاده می‌کند. تبر اشکال و کاربردهای تخصصی زیادی دارد، اما عموماً از یک سر تبر با دسته تشکیل شده است که به آن هافت یا غلاف نیز می‌گویند. اکثر تبرهای مدرن دارای سرهای فولادی و دسته‌های چوبی هستند که معمولاً در ایالات متحده از چوب هیکری و در اروپا و آسیا از چوب زبان‌گنجشک هستند، اگرچه دستگیره‌های پلاستیکی یا فایبرگلاس نیز رایج هستند. تبرها به‌عنوان سلاح‌های آسان برای ساخت، اغلب در نبرد مورد استفاده قرار می‌گیرند و یکی از قدیمی‌ترین سلاح‌های بشر است.
تبرهای آغازین سری سنگی و دسته‌ای چوبی داشتند ولی پس از آن تبرهایی از جنس مس، برنج و آهن نیز ساخته‌شد که دوام و استحکام بیشتری دارا بودند. به‌کارگیری آهن و فولاد در ساخت تبرها امکان ایجاد تیغه‌هایی نازک‌تر و تیزتر را فراهم آورد.
نوع کوچکتر تبر، تبرزین نام دارد که به عنوان زین‌افزار به پهلوی اسب بسته می‌شده است. در زبان فارسی واژه ناچَخ، (هم‌ریشه با ناشکه سانسکریت) به معنای نابودکننده، به‌کار رفته که به معنای نوعی تبر است.

به نوشته گزنفون (ح ۴۲۸ یا ۴۲۷- ح ۳۵۴ ق م) و استرابون (ح ۶۳ ق م - بعد از ۲۰ میلادی) تبر و تبرزین از جنگ‌افزارهای هخامنشیان بوده است. سکاهای ایرانی‌تبار از گونه‌ای تبر به نام ساگاریس استفاده می‌کردند.